# Lingua sasak
La lingua sasak è una lingua maleo-polinesiana parlata in Indonesia, sull'isola di Lombok dall'etnia Sasak. Essa è strettamente collegata ai ceppi linguistici delle isole di Bali e Sumbawa.

## Distribuzione geografica
Secondo i dati del censimento DEL 1989, i madrelingua sasak sono 2.100.000, stanziati tra le isole di Lombok e di Bali.

### Dialetti e lingue derivate
La lingua è divisa in cinque dialetti:
- Kuto-Kute (Sasak settentrionale)
- Nggeto-Nggete (Sasak nordorientale)
- Meno-Mene (Sasak centrale)
- Ngeno-Ngene (Sasak orientale, sasak occidentale)
- Meriaq-Meriku (Sask meridionale)

## Sistema di scrittura
Il sasak viene scritto sia con i caratteri balinesi sia con i caratteri latini. L'alfabeto giavanese, utilizzato in passato, è stato abbandonato.

## Classificazione
La lingua sasak appartiene al ramo maleo-polinesiano delle lingue austronesiane.